# Polizeiruf 110: Das Ende einer Mondscheinfahrt
Das Ende einer Mondscheinfahrt ist ein deutscher Kriminalfilm von Hubert Hoelzke aus dem Jahr 1972. Der Fernsehfilm erschien als 11. Folge der Filmreihe Polizeiruf 110.

## Handlung
Kapitän Wolfgang Hasse benachrichtigt die Polizei, weil er in seinem Wochenendhaus die tote Marlies Geißler aufgefunden hat. Oberleutnant Jürgen Hübner, Leutnant Vera Arndt und Wachtmeister Lutz Subras nehmen die Ermittlungen auf. Im Haus stellen sie den Maschinisten Eberhard Mäusler, der durch das Fenster in das Haus eingestiegen ist. Es stellt sich heraus, dass Eberhard einst mit Marlies zusammen war, sie ihn aber verließ, weil sie sich in den verheirateten Wolfgang verliebt hatte. Erst kurze Zeit zuvor hatte sie in einer Aussprache klargemacht, dass sie mit Eberhard nicht mehr zusammen sein will. Sie sei zudem auf besondere Weise mit Wolfgang verbunden.
Wolfgang, Eberhard und Marlies waren am Abend des Todes von Marlies zunächst gemeinsam auf einem Ausflugsdampfer unterwegs gewesen, da ihre Brigade die traditionelle Mondscheinfahrt unternommen hatte. Wolfgang ist Kapitän des Schiffes, Eberhard Maschinist und Marlies arbeitete am Abend als Kellnerin. Während der Fahrt hatten sich Wolfgang und Marlies zunächst zu einer Unterredung in einer Kabine aufgehalten, später war es laut geworden. Wolfgangs Ehefrau Helga, die ebenfalls an Bord war, stellte ihren Mann zur Rede und kündigte an, sich von ihm zu trennen. Als Eberhard dazukam und Wolfgang aufforderte, endlich die Finger von Marlies zu lassen, war das der Grund für Helga, endgültig einen Schlussstrich zu ziehen.
Es stellt sich heraus, dass Marlies’ Verletzungen nicht unbedingt fremdverschuldet sein müssen. Auch wenn ihr Tod erst 1,5 Stunden nach Ende der Mondscheinfahrt eintrat, hat Wolfgang für die Zwischenzeit bis zum Auffinden der Leiche ein Alibi: Sein Auto hatte eine Panne, und er musste einen Reifen wechseln. Wolfgang wird freigelassen und auch Eberhard darf gehen, weil er in der Nacht im Wald seinen bezeugten Rausch ausgeschlafen hat. Beide Männer werden jedoch beschattet, da die Ermittler festgestellt haben, dass auf der Schreibmaschine am Tatort ein Brief geschrieben wurde. Es findet sich eine Ecke des Papiers in der Maschine, deren Tasten jedoch abgewischt wurden. Die Ermittler vermuten einen Abschiedsbrief, der jedoch vom Täter entfernt wurde.
Lutz Subras folgt unauffällig Eberhard, der auf den Ausflugsdampfer zurückkehrt. Er bricht in die Kapitänskajüte ein und durchwühlt Wolfgangs Papiere. Er findet einen Brief von Marlies, den er an sich nimmt. Wolfgang erscheint, und es kommt zum Handgemenge, das Lutz Subras unterbricht. Wolfgang hat Eberhard den Brief entwendet und das Blatt über Bord geworfen, doch Lutz kann den Brief durch einen Sprung ins Wasser zurückholen. Im Brief gesteht Marlies Wolfgang, dass sie von ihm ein Kind erwartet. Wolfgang gibt vor, dass sie die Schwangerschaft erfunden haben könnte, doch auch die Obduktion ergibt eine Schwangerschaft im dritten Monat. Wolfgang hat bereits zwei außereheliche Kinder. Seine Frau, die als Kindergärtnerin arbeitet, kann selbst keine bekommen. Helga treibt jedoch das schlechte Gewissen zur Polizei. Sie war am Tatabend im Wochenendhaus, habe dort aber nur die bereits tote Marlies aufgefunden. Den Abschiedsbrief in der Schreibmaschine habe sie an sich genommen, um ihren Mann zu decken. Sie übergibt den Zettel an die Ermittler.
Jürgen Hübner nutzt den Brief als Trick, da nur der Verfasser etwas von der Existenz des Briefes wissen und ein Interesse daran haben kann, dass die Existenz nicht bekannt wird. Er hinterlegt in Wolfgangs Kajüte einen Zettel mit dem Text „Falls du den Abschiedsbrief suchst – ich hab ihn“. Wolfgang begibt sich umgehend zu Eberhard und stürzt sich auf ihn. Die Polizei verhaftet Wolfgang. Er gesteht, dass Marlies ihm während der Mondscheinfahrt von ihrer Schwangerschaft berichtet hatte. Er hatte Angst, dass seine Frau ihn verlässt, und bat Marlies am Abend in das Wochenendhaus. Hier wollte er sie zu einer Abtreibung überreden, doch Marlies bestand darauf, das Kind zu bekommen. Er konnte sich ein drittes Kind nicht leisten. Als sie gehen wollte, versperrte er ihr den Weg. Sie rutschte auf dem Fußbodenläufer aus, fiel in die Fensterscheibe und verblutete an den dabei erlittenen Schnittwunden. Wolfgang schrieb den fingierten Abschiedsbrief, um den Unfall zu einem Selbstmord werden zu lassen. Er fühlt sich unschuldig, doch klären ihn die Ermittler auf, dass auch unterlassene Hilfeleistung strafbar ist. Wolfgang wird verhaftet und abgeführt.

## Produktion

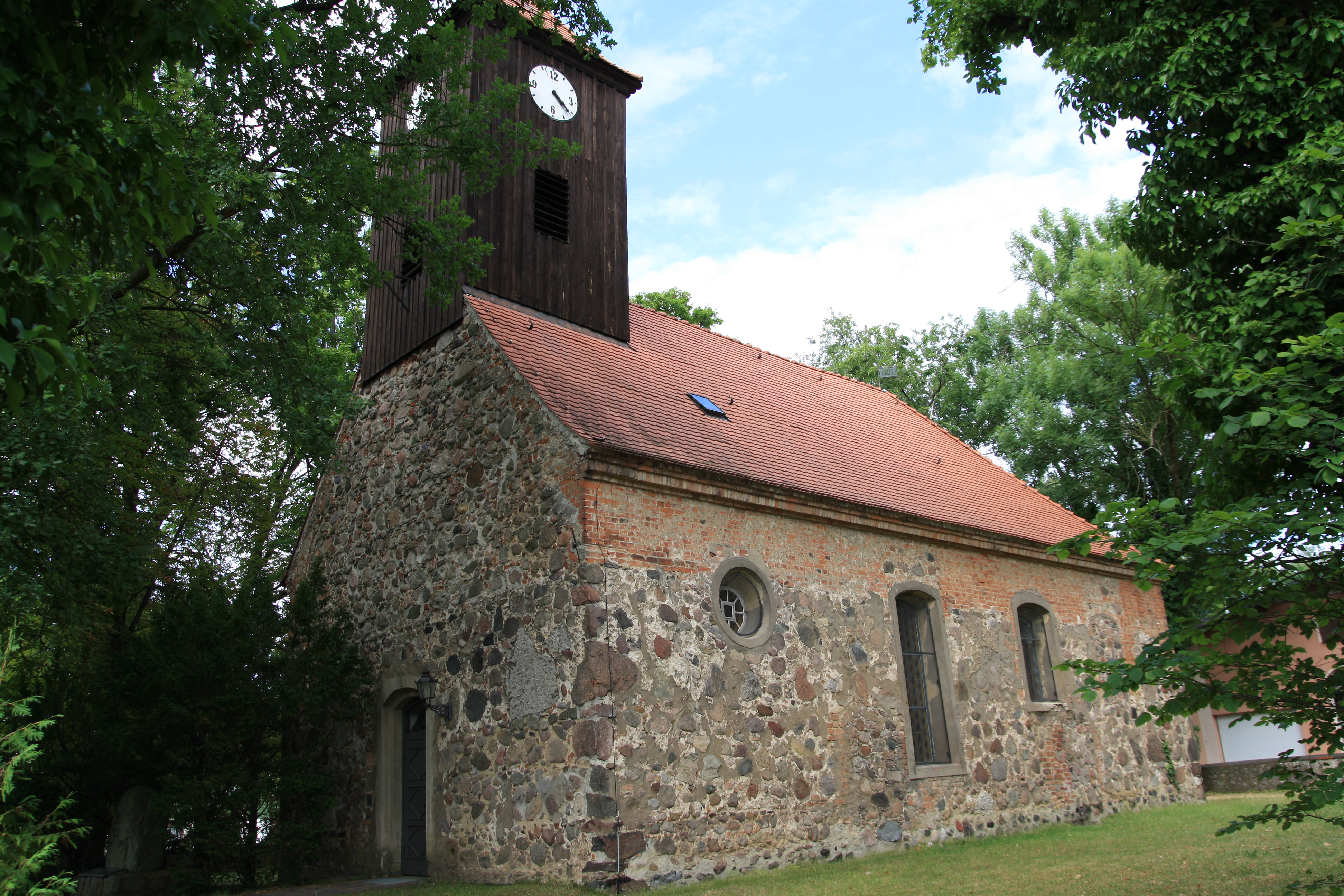
Die Kirche Miersdorf, ein Drehort des Films

Das Ende einer Mondscheinfahrt wurde vom 18. September bis Anfang November 1972 unter anderem in Berlin gedreht. Der im Film genutzte Ausflugsdampfer Sonnenschein gehörte als Sachsen (damals Heinrich Mann) zur Weißen Flotte Berlin in Berlin und lag an der Anlegestelle Berlin-Treptow. Die Aufnahmen in der Kirche, in der sich Eberhard und Marlies treffen, entstanden in der Dorfkirche Miersdorf. Sie zeigen den Innenraum noch vor der Renovierung, bei der von 1981 bis 1984 unter anderem der im Film gezeigte Altarraum entscheidend verändert wurde. Die Kostüme des Films schuf Ruth Karge, die Filmbauten stammen von Britta Pelzner. Der Film erlebte am 29. Dezember 1972 im 1. Programm des Fernsehens der DDR seine Fernsehpremiere.
Es war die 11. Folge der Filmreihe Polizeiruf 110. Oberleutnant Jürgen Hübner und Wachtmeister Lutz Subras ermittelten in ihrem dritten, Leutnant Vera Arndt in ihrem neunten Fall. Es war das erste Mal, dass Jürgen Hübner und Vera Arndt gemeinsam ermittelten und das erste Mal, dass Vera Arndt ohne ihren Kollegen Peter Fuchs arbeitete.